# No, No, No
Singles de Destiny's Child avec Wyclef Jean
With Me
(1998)
Singles par Wyclef Jean
Gone Till November
(1998)
No, No, No est une chanson R'n'B interprétée par le groupe américain Destiny's Child  pour leur premier album studio Destiny's Child en 1998. La chanson a été produite par Vincent Herbert, Rob Fusari et Wyclef Jean et a reçu une réception positive de la part des critiques musicaux. La version originale (Partie 1) et son remix avec Wyclef Jean (Partie 2) est sorti comme le premier single du groupe dans le quatrième trimestre de 1997 et atteint la première place aux États-Unis, où il a été certifié disque de platine. C'est le premier single pour le groupe dans le monde entier, mais le deuxième single pour le groupe au Royaume-Uni, après With Me. Le remix est basé sur un échantillon de Strange, Games and Things de The Love Unlimited Orchestra.

## Chants
- Chant: Beyoncé Knowles (2 couplets, 1 pont) et Kelly Rowland (2 couplets harmonisés)
- Choristes: Kelly Rowland, LeToya Luckett et LaTavia Roberson

## Clip vidéo
Dans la vidéo pour Partie 2, réalisée par Darren Grant, Wyclef Jean joue avec sa guitare pendant que Destiny's Child chante dessus. Quand il s'arrête, il dit au groupe, « Tout ce que nous devons faire, c'est déposer un battement de graisse pour les clubs. ». Le groupe commence alors une chorégraphie dans une grande salle. Wyclef Jean fait également une apparition dans une chambre voisine de la salle où le groupe est présent.
En 1998, une nouvelle vidéo, également réalisée par Darren Grant, a été créée pour proumouvoir Partie 1. Dans le clip, le groupe exécute une danse chorégraphiée dans une boîte de nuit.
Le clip vidéo de Partie 2 est présent sur la compilation vidéo The Platinum's on the Wall et sur l'édition DualDisc de l'album Number 1's. Le clip vidéo de Partie 1 est également sur la compilation vidéo The Platinum's on the Wall et comme une vidéo bons sur l'édition australienne de The Writing's on the Wall.

## Ventes
Le single entre dans le UK Singles Chart à la cinquième place au 28 mars 1998, et reste huit semaines dans le Top 75.
Il se vend à plus de 146 000 exemplaires au Royaume-Uni et à plus de 1 millon d'exemplaires dans le monde.
En 1998, la chanson gagne deux Soul Train Lady of Soul Awards pour le « Meilleur single R'n'B/Soul pour un groupe ou un duo » et le « Meilleur nouveau artiste R'n'B/Soul ou Rap ».

## Liste des pistes

### Single États-Unis
CD Single 38K 78618
1. No No No (Partie 2) (avec Wyclef Jean) : 3:30
2. No No No (Partie 1) : 3:59
3. No No No (Partie 2 sans Rap) : 3:05

Single 12 pouces
Face A
1. No No No (Partie 2) (avec Wyclef Jean)
2. No No No (Partie 1)
3. No No No (Partie 2 sans Rap)

Face B
1. No No No (Partie 2 A cappella) (avec Wyclef Jean)
2. No No No (Partie 2 Instrumentale)
3. No No No (Partie 1 Instrumentale)

### Single Royaume-Uni
Promo 12 pouces
Face A
1. No No No (Partie 2) (avec Wyclef Jean) : 3:30
2. No No No (Partie 1) : 4:08

Face B
1. No No No (Funki Dred Mix) (avec MCD) : 3:59
2. No No No (Funki Dred Mix) : 4:19

Camdino Soul Remix Promo 12 pouces
Face A
1. No No No (Camdino Soul Remix)

Side B
1. No No No (Camdino Soul Remix Instrumental)

Single 12 pouces
Face A
1. No No No (Partie 2) (avec Wyclef Jean) : 3:27
2. No No No (Partie 1) : 4:08
3. No No No (Partie 2 sans Rap) : 3:05

Face B
1. No No No (Funki Dred Remix) (avec Wyclef Jean) : 3:59
2. No No No (Funki Dred Remix) (avec MCD) : 3:59
3. No No No (Camdino Soul Extended Remix) : 6:31

CD Single Partie 1
1. No No No (Partie 2) (avec Wyclef Jean) : 3:27
2. No No No (Partie 1) : 4:08
3. No No No (Partie 2) (sans Rap) : 3:05
4. Second Nature

CD Single Partie 2
1. No No No (Partie 2) (avec Wyclef Jean) : 3:27
2. Second Nature
3. You're The Only One

CD Promo Single XPCD 966
1. No No No (Partie 2) (avec Wyclef Jean) : 3:27
2. No No No (Funki Dred Remix) (avec Wyclef Jean) : 3:59
3. No No No (Camdino Soul Radio Edit) : 5:05

### Single Europe
CD Maxi-Single COL 665445 2
1. No No No (Partie 2) (avec Wyclef Jean) : 3:27
2. No No No (Partie 1) : 4:08
3. No No No (Funky Dred Remix 1) (avec Wyclef Jean) : 3:59
4. No No No (Funky Dred Remix 2) (avec MCD) : 3:59
5. No No No (Camdino Soul Extended Remix) : 6:31

CD 2 Pistes Single
1. No No No (Partie 2) (avec Wyclef Jean) : 3:27
2. No No No (Partie 1) : 4:08

## Formats et remixes
- No, No, No (Camdino Soul Extended Remix)
- No, No, No (Camdino Soul Remix)
- No, No, No (Camdino Soul Remix - Edit)
- No, No, No (Funki Dread Remix) (avec Jermaine Dupri)
- No, No, No (Funki Dread Remix) (avec MCD)
- No, No, No (Funki Dread Remix) (avec Wyclef Jean)
- No, No, No Part 1 (A cappella)
- No, No, No Part 1 (Instrumentale)
- No, No, No Part 2 (Sans Rap)
- No, No, No Part 2 (A cappella) (avec Wyclef Jean)
- No, No, No Part 2 (Instrumentale)
- No, No, No Part 2 (Version Number 1's) (avec Wyclef Jean)

## Classements
| Classement (1998)     | Meilleure position |
| --------------------- | ------------------ |
| Autriche              | 40                 |
| France                | 88                 |
| Allemagne             | 17                 |
| Nouvelle-Zélande      | 16                 |
| Norvège               | 6                  |
| Suède                 | 15                 |
| Suisse                | 13                 |
| Royaume-Uni           | 5                  |
| Hot R&B/Hip-Hop Songs | 1                  |